# Thomas Matthew Crooks
Thomas Matthew Crooks (* 20. September 2003; † 13. Juli 2024 nahe Butler, Pennsylvania) war ein US-amerikanischer Student, der am 13. Juli 2024 mit einem Gewehr ein Attentat auf Donald Trump während dessen Wahlkampfrede verübte und ihn dabei am Ohr verletzte. Mit mehreren abgegebenen Schüssen verletzte er auch drei Besucher der Veranstaltung schwer, einen von ihnen tödlich, bevor er selbst von einem Scharfschützen der Sicherheitskräfte getötet wurde.

## Leben

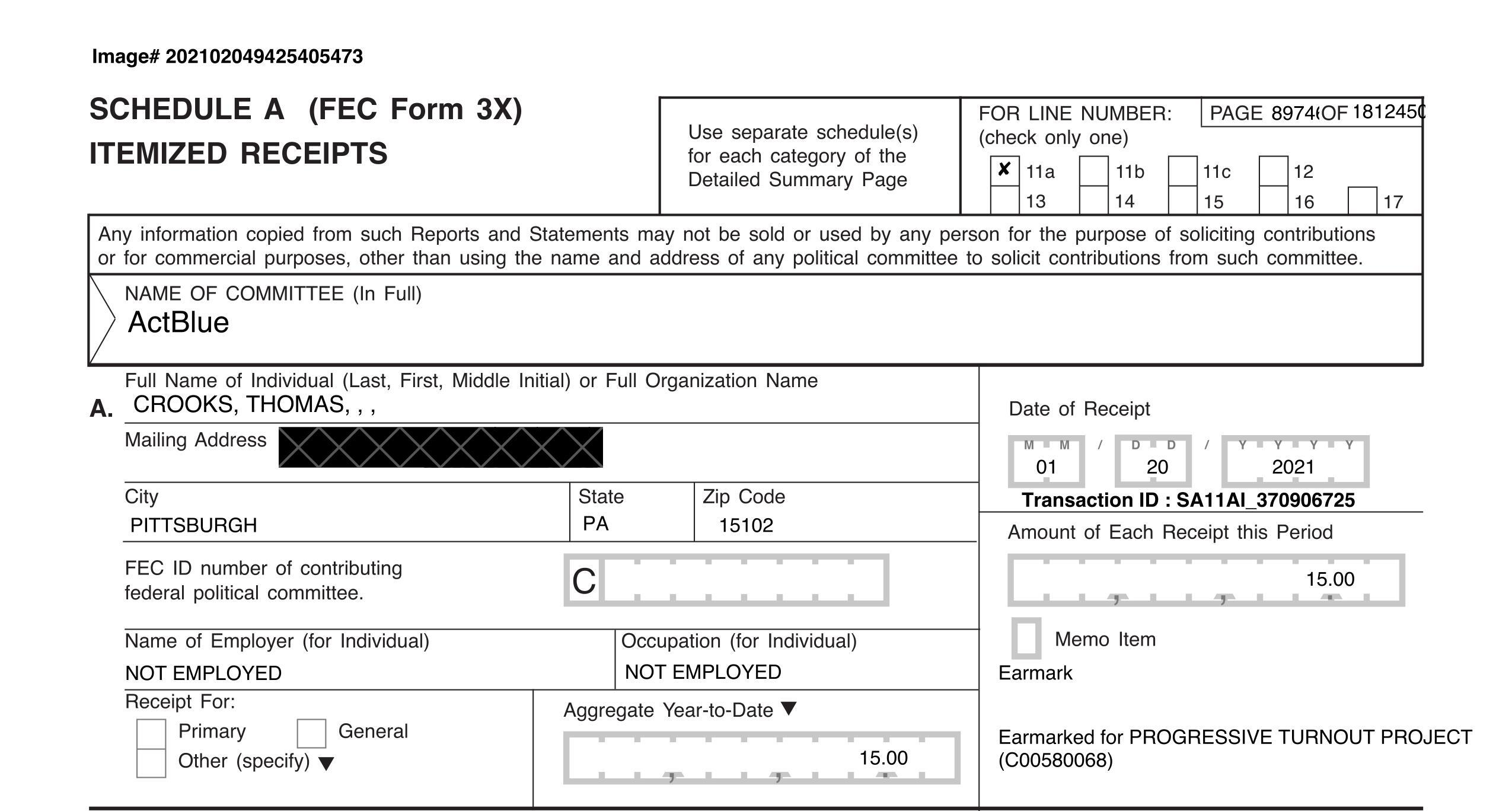
Der Beleg der 15-USD-Spende an die Spendenorganisation ActBlue der Demokratischen Partei

Crooks wurde 2003 geboren und stammte aus Bethel Park, einer Vorstadt von Pittsburgh, die etwa 60 Kilometer vom Ort des Anschlags entfernt liegt. In dem eher wohlhabenden Vorort entfielen bei vorausgegangenen Wahlen etwa gleich viele Stimmen auf Demokraten und Republikaner. Beide Elternteile sind Sozialarbeiter; der Vater ist als Wähler der Libertarian Party, die Mutter als Demokratin  im Wählerverzeichnis registriert.
Crooks, der bei seinen Eltern wohnte, war nicht vorbestraft. Er spendete am 20. Januar 2021 – dem Tag der Amtseinführung von Joe Biden – im Alter von 17 Jahren 15 US-Dollar an die Spendenorganisation ActBlue der Demokratischen Partei. Gleich nach seinem 18. Geburtstag registrierte er sich allerdings als Wähler der Republikaner. Erstmals wählte er bei den Zwischenwahlen 2022 in Pennsylvania.
Crooks machte 2022 seinen Abschluss an der High School seines Heimatortes. Laut Presserecherchen erhielt er im selben Jahr von der National Math and Science Initiative als einer von 20 Gewinnern einen Star Award mit einem Preisgeld in Höhe von 500 US-Dollar für ausgezeichnete naturwissenschaftliche Leistungen. Von Mitschülern wurde er als stiller Außenseiter (loner) beschrieben, der teilweise etwas auffällige Kleidung trug (zum Beispiel Jägerkleidung sowie auch nach dem Ende der COVID-19-Pandemie eine medizinische Maske), häufig gemobbt wurde, ruhig und in sich gekehrt war.
Im Mai 2024 machte Crooks einen Abschluss in Ingenieurwissenschaften am College in Allegheny County. Dort wurde er als „ruhiger, aber freundlicher Mensch“ beschrieben. Eine frühere Dozentin hielt ihn für einen gewissenhaften, engagierten Schüler. So soll er sich viel Mühe gegeben haben, ein Schachspiel für Blinde herzustellen. Im Februar 2024 bewarb er sich für die Universität von Pittsburgh und erhielt dort eine Zulassung als Transferstudent für das kommende Herbstsemester. Jedoch lehnte er das Angebot ab und entschied sich, sich an der Robert Morris University einzuschreiben.
Seine Aktivitäten in den sozialen Medien zeigen, dass er sich für Schach und Videospiele interessierte und Programmieren lernte. Im Gegensatz zu den meisten Mitschülern habe er konsequent politisch konservative Ansichten vertreten. Andere betonen, er habe praktisch nie über Politik gesprochen. Er soll mit einer kleinen Gruppe ziemlich konservativer Freunde verkehrt haben, von denen einige als Trump-Anhänger auftraten.
Crooks hatte keine Verbindungen zum Militär, war aber Mitglied in dem Schießsportverein Clairton Sportsmen’s Club, der südlich von Pittsburgh eine Anlage mit 180-Meter-Schießstand betreibt. 2022 veröffentlichte BlackRock einen Werbespot, an dem auch Crooks vor der Kamera mitgewirkt hatte. Zur Zeit des Attentats arbeitete er an der Essensausgabe eines örtlichen Pflegeheims.

## Attentat

Lageplan mit Tathergang

Das Attentat fand um 18:11 Uhr Ortszeit (EDT) in der Nähe von Butler statt, etwa in der sechsten Minute von Trumps Rede. Crooks hatte sich auf dem Dach eines Gewerbegebäudes etwa 130 Meter nördlich von Trumps Standort positioniert. Weil sich das Gebäude außerhalb des Sicherheitsradius befand, konnte er die Sicherheitssperren umgehen und auf das Dach klettern. Durch einen seiner Schüsse wurde Trump am rechten Ohr verletzt.
Ein Besucher der Veranstaltung wurde ebenfalls getroffen und starb, zwei weitere Männer wurden schwer verletzt. Bei dem Toten handelt es sich um einen 50-jährigen Feuerwehrmann und Familienvater. Crooks wurde kurz nach Abgabe seiner Schüsse von einem Scharfschützen des Secret Service durch einen Kopfschuss getötet. Sein halbautomatisches Gewehr der Bauart AR-15 gehörte seinem 53-jährigen Vater Matthew Crooks und war auf diesen zugelassen.
Da Crooks keine Ausweispapiere bei sich trug, konnte das FBI die Identität des Schützen erst einige Stunden nach der Tat bekanntgeben. Sie wurde mittels Fingerabdruckerkennung und DNA-Profilierung ermittelt. Das auf seinen Vater registrierte Gewehr half ebenfalls bei der Identifizierung. Als erste Zeitung nannte die New York Post den 20-jährigen Thomas Matthew Crooks in einem Exklusivbericht unter Berufung auf informierte Kreise als mutmaßlichen Täter. Bis das FBI den Namen bestätigte, kursierten zwischenzeitlich auch Gerüchte über einen anderen Täter. In seinem nahe des Tatorts abgestellten Auto wurde Sprengstoff gefunden, ebenso bei der anschließenden Durchsuchung des Hauses von Crooks’ Familie in Bethel Park.